# Brigada «Extremadura» XI
La Brigada «Extremadura» XI,hasta agosto de 2020 Brigada Orgánica Polivalente «Extremadura» XI (BOP XI), hasta 2015 Brigada de Infantería Mecanizada «Extremadura» XI (BRIMZ XI) es una de las cuatro brigadas pesadas encuadradas en la División «Castillejos», unidad perteneciente a la Fuerza Terrestre del Ejército de Tierra. Hasta la reorganización de la estructura del Ejército de Tierra de 2015, esta brigada fue una de las 4 brigadas mecanizadas y acorazadas que formaban parte de las desaparecidas Fuerzas Pesadas. Está equipada con distintos materiales de alta calidad y última tecnología con el fin de cumplir su misión de aportar protección y potencia de fuego a su conjunto. Entre estos materiales hay que destacar el carro de combate Leopard 2E, el vehículo de combate de infantería VCI Pizarro, el obús autopropulsado M109 A5E y el transporte oruga M113 en diversas versiones. La brigada está basada en su totalidad en la Base General Menacho ubicada en la localidad de Bótoa, a pocos kilómetros de Badajoz, con excepción del Regimiento de Infantería Tercio Viejo de Sicilia n. 67 que lo está en el acuartelamiento de Loyola, en San Sebastián (Guipúzcoa).
Con motivo de una nueva reorganización el Ejército de Tierra, a partir del 1 de septiembre de 2020 esta Brigada pasa a formar parte de la División "Castillejos" y deja de denominarse Brigada Orgánica Polivalente (BOP), denominación que queda abolida en la nueva reorganización del Ejército.

## Unidades

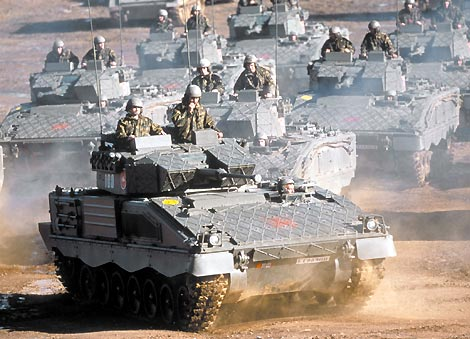
Pizarros del Regimiento de Infantería Mecanizada "Saboya" n.º 6 en un campo de maniobras.

Estas son las principales unidades  de la Brigada "Extremadura" XI:
- Cuartel General XI
- Regimiento de Infantería "Saboya" n.º 6:
  -  Batallón de Infantería Mecanizada "Cantabria I/6
  -  Batallón de Infantería Protegida "Las Navas" II/6

Este regimiento es el regimiento de infantería de la Brigada y, por lo tanto, la espina dorsal de ésta. Equipado con el VCI Pizarro, que aúna protección, movilidad y una aceptable potencia de fuego y el  M113 que está siendo sustituido en parte por los anteriores. Es además el más antiguo de la Brigada, con más de 500 años de antigüedad y habiendo combatido a lo largo y ancho del Imperio Español.
Está formado por dos Batallones de Infantería Mecanizada: el Batallón de Infantería Mecanizada "Cantabria I/6 y el  Batallón de Infantería Mecanizada "Las Navas" II/6 que, a su vez, están formados por tres Compañías Mecanizadas cada uno.
- Regimiento Acorazado «Castilla» n.º 16:
  -  Batallón de Infantería de Carros de Combate "Mérida" I/16
  -  Grupo de Caballería Acorazado "Calatrava" II/16

Este Regimiento representa la punta de lanza de la brigada con sus carros de combate Leopard 2E encuadrados en un Batallón de Carros de Combate, con los que aporta una alta movilidad y protección junto con una gran potencia de fuego extremadamente precisa. Además cuenta con una sección de morteros y otra anticarro sobre blindados M113. El Regimiento cuenta con más de 200 años de existencia, habiendo empezado su vida como Regimiento de Infantería, siendo reconvertido en 1965 a Regimiento de Infantería Mecanizada y desde 2015 a una unidad acorazada polivalente.
- Regimiento de Infantería "Tercio Viejo de Sicilia" n.º 67
  -   Batallón de Infantería Motorizada "Legazpi" I/67.

Procedente de la disuelta Brigada de Infantería Ligera «San Marcial» V (BRIL V), quedó integrado a finales de 2015.
- Grupo de Artillería de Campaña XI
- Grupo Logístico XI
- Batallón de Cuartel General XI
- Batallón de Zapadores XI
- Compañía de Transmisiones XI
- Unidad de Servicios de Base "General Menacho". Pertenece a la Dirección de Acuartelamiento de la Inspección General de Ejército.
- Unidad de Servicios de Acuartelamiento "Loyola". Pertenece a la Dirección de Acuartelamiento de laInspección General de Ejército.

### Vehículos
| Vehículo    | Variantes | Año de entrada en servicio | Unidades en las que presta servi | N.º en servicio |
| ----------- | --- | -------------------------- | --- | --------------- |
| Leopard 2   | S | 1995 (A4)                  | Batallón de Carros de Combate del RIMZ "Castilla" N.º 16. | 44              |
| TOA M113    | Transporte blindado de personal Portamortero Contracarro (TOW) Contracarro (MILAN) M577 (Versión de mando) M113VCZ (Versión de Ingenieros) M548 (Vehículo municionador) M548G-SEM11 (Vehículo minador) | 1973                       | En todas las unidades RIMZ "Castilla" N.º 16 Batallón de Cuartel General XI y RIMZ "Castilla" N.º 16 Batallón de Cuartel General XI En todas las unidades excepto con los Zapadores Batallón de Zapadores Mecanizado XI Grupo de Artillería de Campaña ATP XI Batallón de Zapadores Mecanizado XI | n/s             |
| VCI Pizarro | Vehículo de combate de infantería | 2003                       | | 42              |
| M109        | A5E | n/s                        | |                 |